# Enetime
Enetime er et skuespil i én akt af fransk-rumænske dramatiker Eugène Ionesco 1951. Det blev første gang opført i 1951 i en produktion instrueret af Marcel Cuvelier. Siden 1957 har det været i permanent visning i Paris på 'Théâtre de la Huchette. Det er oversat til dansk af  Christian Ludvigsen og Frederik Dessau, og filmatiseret i Danmark i 1962, med Lone Hertz og Erik Mørk i hovedrollerne som professoren og eleven. Det blev 1 1963  opført på som ballet af Flemming Flindt med musik af Georges Delerue på Det Kongelige Teater. I 2017 på blev det opsat som skuespil på   Teatret ved Sorte Hest,